# Louwrens Hanedoes

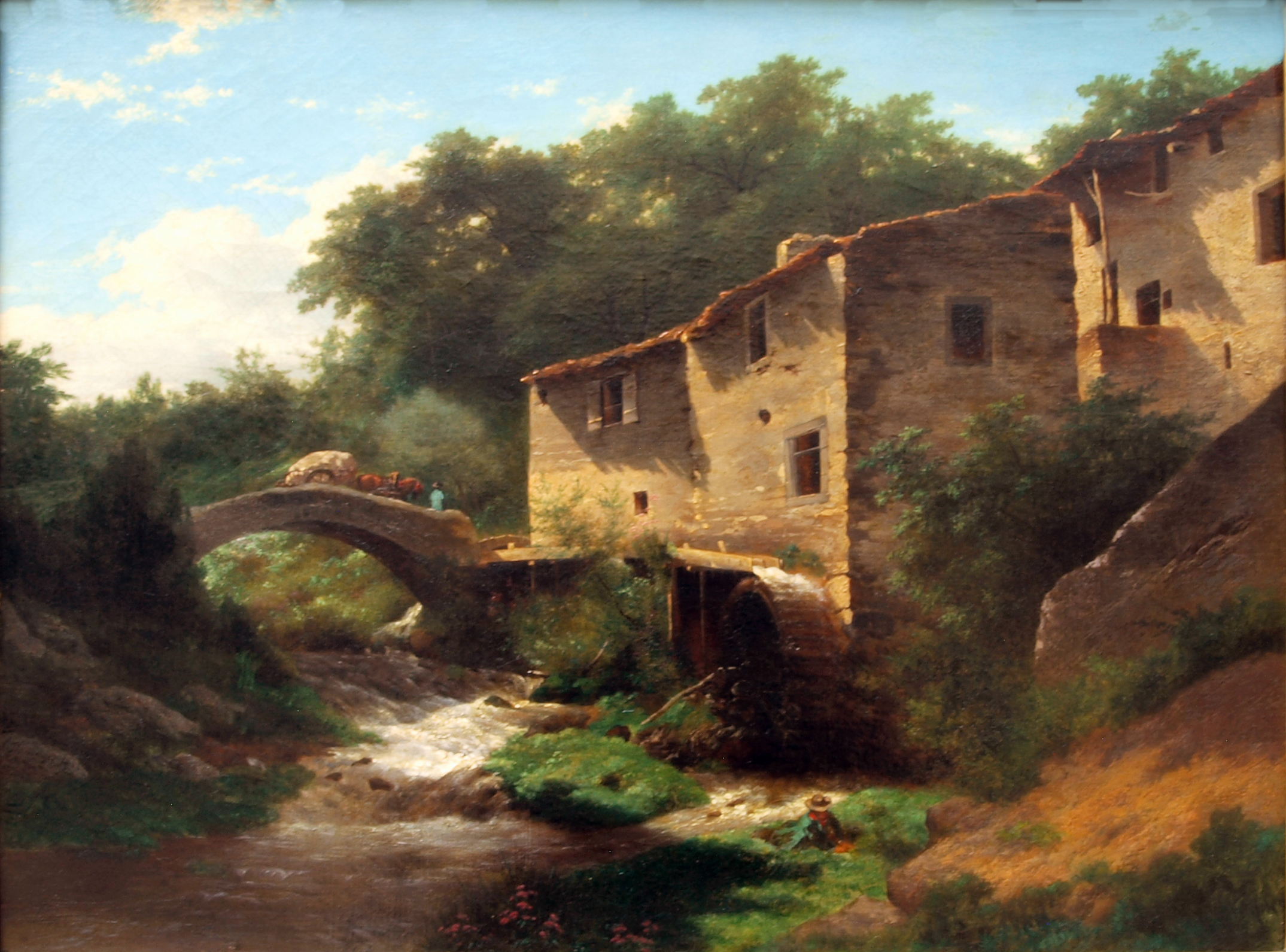
Paisatge amb pont de molí i pedra (1854), exposat al Museu Teyler.

Louwrens Hanedoes (1822-1905) fou un pintor, dibuixant i col·lecionista d'art dels Països Baixos, conegut pels seus paisatges
Va néixer el 14 de juliol de 1822 a Woudrichem.
Fou un alumne de Barend Cornelis Koekkoek i Cornelis Kruseman. Estudià a l'Akademie van Beeldende Kunsten de La Haia, on es convertí en l'amic del pintor Charles Rochussen que sovint poblava els seus paisatges amb figures. El 1863 el rei dels belgues Leopold I li atorgà el títol honorífic l'Orde de Leopold. Morí el 9 de febrer de 1905 al seu poble natal.